# Alaksandr Pataszou
Alaksandr Anatolewicz Pataszou (biał. Аляксандр Анатолевіч Паташоў, ros. Александр Анатольевич Поташов, Aleksandr Potaszow; ur. 12 marca 1962 w Witebsku) – białoruski lekkoatleta chodziarz startujący początkowo w barwach Związku Radzieckiego, mistrz świata z 1991.
Jako reprezentant ZSRR zdobył srebrny medal w chodzie na 10 000 metrów na mistrzostwach Europy juniorów w 1981 w Utrechcie.
Później wyspecjalizował się w chodzie na 50 kilometrów. Zajął w tej konkurencji 7. miejsce w Pucharze Świata w chodzie sportowym w 1987 w Nowym Jorku. Na igrzyskach olimpijskich w 1988 w Seulu był na tym dystansie czwarty. Zajął 5. miejsce w chodzie na 50 kilometrów w Pucharze Świata w 1989 w L’Hospitalet. Został zdyskwalifikowany w tej konkurencji na mistrzostwach Europy w 1990 w Splicie, a także w Pucharze Świata w 1991 w San Jose.
Na mistrzostwach świata w 1991 w Tokio Pataszou był od początku w prowadzącej grupie w chodzie na 50 km. W połowie dystansu oderwał się wraz z kolegą z reprezentacji ZSRR Andriejem Pierłowem od pozostałych rywali. We dwójkę weszli na stadion i próbowali równocześnie przekroczyć linię mety, aby zdobyć dwa złote medale. Sędziowie po dokładnej analizie uznali, że zwyciężył Pataszou o 0,01 sekundy.
Na igrzyskach olimpijskich w 1992 w Barcelonie Pataszou startował w reprezentacji Wspólnoty Niepodległych Państw. Został zdyskwalifikowany w chodzie na 50 km.
Od 1993 Pataszou reprezentował Białoruś. Nie odniósł jednak znaczących sukcesów. Został zdyskwalifikowany w chodzie na 50 km w Pucharze Świata w 1993 w Monterrey, na mistrzostwach świata w 1993 w Stuttgarcie i na mistrzostwach Europy w 1994 w Helsinkach. W Pucharze Świata w 1995 w Pekinie zajął na tym dystansie 31. miejsce.
Pataszou był mistrzem ZSRR w chodzie na 50 kilometrów w 1990.
Rekordy życiowe Pataszoua:
| Konkurencja           | Data i miejsce            | Wynik   |
| --------------------- | ------------------------- | ------- |
| chód na 20 kilometrów | 21 maja 1994, Nowosybirsk | 1:20:12 |
| chód na 30 kilometrów | 14 lutego 1993, Adler     | 2:04:00 |
| chód na 50 kilometrów | 27 maja 1990, Moskwa      | 3:40:02 |